# 五峰山洞真观
五峰山洞真观，位于山东省济南市长清区五峰山街道，是中华人民共和国山东省文物保护单位之一。
2006年12月7日，授予山东省文物保护单位，是一座古建筑。